# Pan.Thy.Monium
Pan.Thy.Monium est un groupe de death metal à tendance avant-gardiste et progressif suédois, originaire de Finspang. Il est formé en 1990, et dissous en 1996.

## Biographie
Pan.Thy.Monium est formé en 1990 à Finspang. La même année, le groupe enregistre une première démo, intitulée ...Dawn. Elle est suivie, l'année suivante en 1991, d'un EP intitulé Dream II. Encore un an plus tard, en 1992, Pan.Thy.Monium publie son premier album studio, Dawn of Dreams, lui-même suivi d'un deuxième album en 1993, intitulé Khaooohs. Pan.Thy.Monium publie son dernier album studio, Khaooohs and Kon-Fus-Ion, en 1996, année durant laquelle le groupe se sépare.
En 2001, Osmose Productions réédite les deux premiers albums du groupe, Dawn of Dreams et 'Khaooohs en format double-album,,. Relapse Records réédite en 2015 l'album Khaooohs and Kon-Fus-Ion.

## Anciens membres
- Dan « Day DiSyraah » Swanö - basse, claviers (1990-1996)[1]
- Winter - batterie, violon (1990-1996)[1]
- Mourning - guitare rythmique (1990-1996)[1]
- Derelict - chant (1990-1996)[1]
- Äag - saxophone (1992-1996)[1]

## Discographie
- 1990 : ...Dawn (démo)
- 1991 : Dream II (maxi)
- 1992 : Dawn of Dreams
- 1993 : Khaooohs
- 1996 : Khaooohs and Kon-Fus-Ion